# Beameromyia macula
Beameromyia macula är en tvåvingeart som beskrevs av Martin 1957. Beameromyia macula ingår i släktet Beameromyia och familjen rovflugor. Inga underarter finns listade i Catalogue of Life.